# 德积岛
德积岛（：／ Deokjeokdo */?），是大韩民国的岛屿，位于京畿湾，由仁川广域市负责管辖，面积20.8km²，2010年人口1,413。